# Semtěš (Pšov)
Semtěš (německy Semtisch) je malá vesnice, část obce Pšov v okrese Karlovy Vary v Karlovarském kraji. Nachází se asi tři kilometry severozápadně od Pšova. Semtěš leží v katastrálním území Semtěš u Žlutic o rozloze 2,44 km².

## Historie
První písemná zmínka o vesnici pochází z roku 1379.

## Obyvatelstvo
Při sčítání lidu v roce 1921 zde žilo 120 obyvatel (z toho 59 mužů), z nichž bylo čtrnáct Čechoslováků a 106 Němců. Všichni se hlásili k římskokatolické církvi. Podle sčítání lidu z roku 1930 měla vesnice 126 obyvatel: osmnáct Čechoslováků, 106 Němců a dva cizince. I tentokrát všichni byli římskými katolíky.
| Rok            | 1869 | 1880 | 1890 | 1900 | 1910 | 1921 | 1930 | 1950 | 1961 | 1970 | 1980 | 1991 | 2001 | 2011 | 2021 |
| -------------- | ---- | ---- | ---- | ---- | ---- | ---- | ---- | ---- | ---- | ---- | ---- | ---- | ---- | ---- | ---- |
| Počet obyvatel | 137  | 131  | 109  | 107  | 108  | 120  | 126  | 66   | 65   | 50   | 32   | 33   | 26   | 36   | 27   |
| Počet domů     | 22   | 22   | 22   | 22   | 22   | 21   | 22   | 20   | 29   | 14   | 13   | 12   | 12   | 12   | 13   |

## Obecní správa
Při sčítání lidu v letech 1869–1950 Semtěš byl samostatnou obcí, se kterým patřil nejprve do okresu Žlutice, ale v roce 1950 v okrese Toužim. Od roku 1963 je částí obce Pšov v okrese Karlovy Vary.

## Pamětihodnosti
- Socha Panny Marie